# Aghanaglack

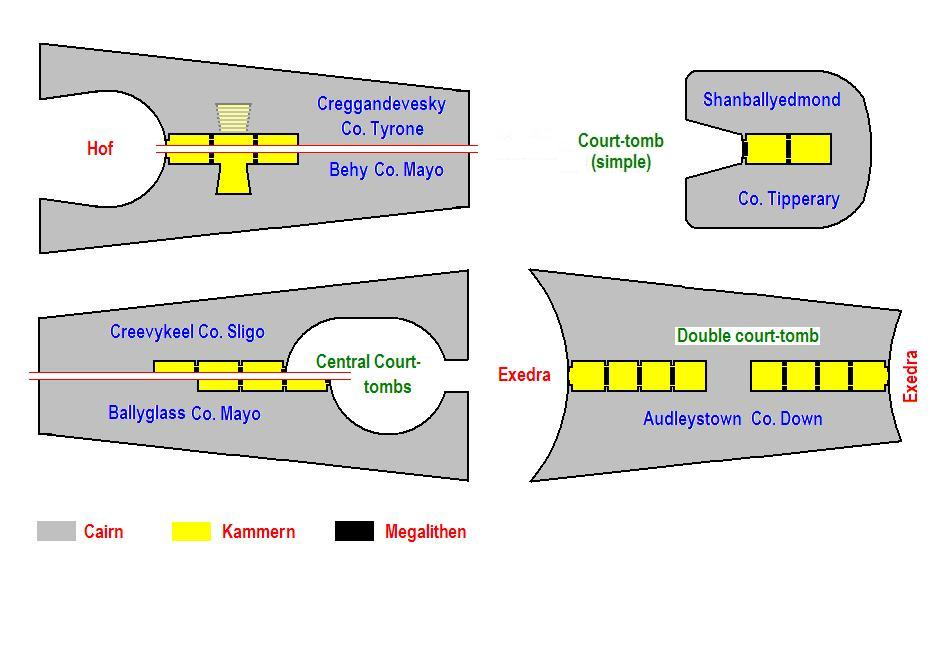
Aghanaglack entspr. dem Bild rechts unten

Das Aghanaglack (auch Boho genannte) Double-Court Tomb ist eine etwa 3500 v. Chr. entstandene Megalithanlage, die sich westlich von Enniskillen, im Wald von Ballintempo im Townland Aghanaglack (irisch Achadh na Glaice) im County Fermanagh in Nordirland befindet. 
Court Tombs gehören zu den megalithischen Kammergräbern (englisch chambered tombs) der Britischen Inseln. Sie werden mit etwa 400 Exemplaren nahezu ausschließlich in Ulster bzw. im Norden von Irland gefunden. Der Begriff Court Tomb wurde 1960 von dem irischen Archäologen Ruaidhrí de Valera eingeführt. 
Das Court Tomb hat zwei, vermutlich bereits beim Bau so geplante, leicht schräg zueinander ausgerichtete Galerien mit Doppelkammern. Diese sind durch seitliche Pfosten und einen niedrigen Bordstein unterteilt. Das Denkmal, dessen Steinhügel völlig abgetragen ist, hat etwa eine Ost-West Orientierung und die beiden sich berührenden Galerien werden durch einen riesigen Stein geteilt. Vom östlichen Hof (englisch court) ist nur die südliche Seite erhalten, während der westliche, dessen Fassadensteine (wie alle übrigen Steine) abgeschlagen sind, mit einem großen Orthostaten am Ende des südlichen Bogens erhalten ist.